# Masy ludu. Na językach
Masy ludu. Na językach – debiutancki album polskiego rapera HST wyprodukowany w przeważającej większości przez Jajonasza. Został wydany 24 października 2002 przez wytwórnię Sony Music Entertainment Poland. 10 kwietnia 2012 została wypuszczona reedycja albumu nakładem Fandango Records
Pochodzący z albumu utwór pt. „Alkoholizm” znalazł się na 64. miejscu listy „120 najważniejszych polskich utworów hip-hopowych” według serwisu T-Mobile Music.

## Lista utworów
Opracowano na podstawie materiału źródłowego.
| #  | Tytuł                             | Gościnnie | Producent |
| -- | --------------------------------- | --------- | --------- |
| 1  | "Intro"                           |           | Jajonasz  |
| 2  | „Na językach”                     | Gutek     | Jajonasz  |
| 3  | „Kilka minut z nią”               | Siloe     | Jajonasz  |
| 4  | „Miasto patrzy”                   |           | Jajonasz  |
| 5  | „Falstart”                        |           | Jajonasz  |
| 6  | „Memento mori”                    |           | Jajonasz  |
| 7  | „Proste”                          | Kalecik   | Jajonasz  |
| 8  | „Masy ludu”                       |           | Jajonasz  |
| 9  | „Skit w kit”                      |           | Jajonasz  |
| 10 | „Alkoholizm”                      | Fokus     | Jajonasz  |
| 11 | „Mam ten zły dzień”               | Pih       | Jajonasz  |
| 12 | „Pierońsko kurwica”               |           | Jajonasz  |
| 13 | „Na majku 2”                      | Risku     | Jajonasz  |
| 14 | „Suki”                            |           | IGS       |
| 15 | „Będzie nas więcej”               | Risku     | Jajonasz  |
| 16 | „Słyszysz hast? (Jajonasz Remix)” |           | Jajonasz  |
| 17 | „Outro”                           |           | IGS       |
| 18 | „Kilka minut z nią (IGS Remix)”   |           | IGS       |